# Santo António in Campo Marzio (título cardinalício)
Santo António in Campo Marzio (em latim, S. Antonii in Campo Martio) é um titulus instituído em 21 de fevereiro de 2001 pelo Papa João Paulo II. É vinculado à Igreja de Santo António dos Portugueses e homenageia Santo António de Lisboa.

## Titulares
- D.José da Cruz Policarpo (2001 - 2014)
- D. Manuel José Macário do Nascimento Clemente (2015 -)